# Cotton Mather
Cotton Mather (Boston, Massachusetts, 12 de febrero de 1663-ibidem, 13 de febrero de 1728) fue un influyente reverendo puritano en la Nueva Inglaterra colonial, prolífico autor de ensayos y panfletos. Realizó experimentos de hibridación vegetal y promocionó la vacunación, aunque se lo recuerda sobre todo por narrativa de los Juicios de Salem, en los cuales no participó directamente por no haber estado presente en ninguno, aunque si estuvo presente en la ejecución del pastor George Burroughs.Desde su caballo, calmó a los asistentes recordándoles que también el Diablo había sido un Ángel de Luz.

## Biografía
Nació en Boston, hijo de Mary (de soltera, Cotton; 1642-1714) e Increase Mather (1639-1723) y nieto de John Cotton y Richard Matter, los tres también prominentes reverendos puritanos. Asistió al Boston Latin School y se graduó en Harvard en 1678. Tras completar el postgrado, se unió a su padre como pastor asistente en la North Church de Boston y en 1685 fue nombrado reverendo.
Matther escribió más de 450 libros y folletos, y sus obras omnipresentes lo convirtieron en uno de los líderes religiosos más influyentes de Norteamérica. Estableció el tono moral en las colonias y llamó a los puritanos de segunda y tercera generación a regresar a las raíces del puritanismo de sus mayores. Su obra más célebre es Magnalia Christi Americana (1702), en siete volúmenes.
Matther no era un escritor imparcial, muchas de sus obras fueron escritas por motivos personales. Según el historiador Sacvan Bercovitch: "(...)Explícita o implícitamente, se proyecta por todas partes en sus escritos (...) utilizando la literatura como medio de reparación personal. Nos dice que compuso sus discusiones sobre la familia para bendecir la suya, sus ensayos sobre las riquezas de Cristo para pagar a sus benefactores, sus tratados sobre moralidad para convertir a sus enemigos, sus discursos funerarios para consolarse a sí mismo por la pérdida de un niño, esposa o amigo".
La relación con su padre Increase Matther fue tensa y difícil. A pesar de sus esfuerzos, mientras este vivió nunca superó a su padre como líder político. Su difícil relación se traslució durante los juicios, que Increase no apoyaba.

## Esclavitud
Movido por la esclavitud de sus compatriotas novoingleses en África (esclavitud de la que ya se quejaban los cronistas en 1661), en 1698 Mather les envió su Pastoral Letter to the Captives (español: Carta pastoral a los cautivos), consolándoles, y expresando esperanza de que “vuestra esclavitud bajo los monstruos de África os sea breve.”
Ante la liberación y retorno a América de algunos de los esclavos novoingleses en 1703, publicó Mather una Historia de la bondad de Dios donde lamentaba la muerte de muchos americanos durante su esclavitud en África, la duración del tormento de los supervivientes —que explica fue de entre 7 y 19 años—, las duras condiciones de su servidumbre, y al mismo tiempo celebra que no se convirtieron al islam, como otros que cita.

## Juicios de Salem
En 1689 Matther escribió Providencias Memorables, detallando las aflicciones de los niños de la familia Goodwin de Boston, que resultaron en la condena por brujería y ejecución de la lavandera católica irlandesa Goody Glover. Matther tuvo un destacado papel en el caso. Observó a los niños y oró, meditó y ayunó con ellos. En su obra describe sus ataques histéricos, muy similares a lo que luego se verá en Salem. Su contemporáneo y opositor, Robert Calef, consideró que su libro sentaba las bases para esos hechos posteriores. El historiador del siglo XIX Charles Wentworth Upham también comparte la idea de que las afligidas de Salem imitaban a los niños Goodwin influenciadas por Cotton e Increase Matther.
Cotton Matther, que se reunió y carteó con algunos de los funcionarios judiciales implicados, aseguró no haber asistido a los juicios, aunque su padre asistió al juicio del reverendo George Burroughs, pero Robert Calef y Thomas Brattle lo sitúan durante la ejecución del reverendo. En el libro que escribió en defensa de los procesos, Matther se considera imparcial, pero presupone la culpabilidad de los acusados e incluye comentarios tales como llamar a Martha Carrier "reina del infierno" o describir a George Burroughs, con quien había mantenido disputas doctrinales, como "un hombre muy insignificante", cuyas "tergiversaciones, contradicciones y falsedades" no merecían ni valorar su testimonio.
Matther influyó en permitirse como prueba la "evidencia espectral": las afligidas aseguraban ser atormentadas por los acusados en forma invisible para todos menos para ellas; también al insinuar que los servidores del diablo podían simular perfecta inocencia y piedad.
En 1693 publicó Maravillas del mundo invisible, donde se mostraba un activo defensor de los procesos. El comerciante Robert Calef inició una campaña contra él y su opinión, publicando Más maravillas del mundo invisible con cartas personales, testimonios oculares y las disculpas de un juez y doce jurados por los errados procedimientos. Increase Matther quemó en Harvard un ejemplar del libro de Calef.

## Vida posterior
En 1716 realizó los primeros experimentos registrados sobre hibridación de plantas, con variedades de maíz. Su mayor influencia en ciencia y religión fue Robert Boyle.
La práctica de la inoculación de la viruela se desarrolló en la India desde el siglo VIII d. C. y en China desde el X. Desde Oriente llegó a Turquía en el siglo XVII. La variolación, al contrario que la posterior vacunación, consistía en infectar al paciente con un corte donde se introducía un exudado de un enfermo de variola, una variante leve de la viruela (o insuflar costras de un enfermo en la cavidad nasal), lo que lo inmunizaba. A inicios del siglo XVIII, la Royal Society inglesa estaba estudiando el procedimiento, aunque no sería hasta 1721 que se registró la primera inoculación en el país.
La viruela era una seria amenaza en las colonias americanas. No solo era devastadora para los indígenas, también afectaba a los colonos. Era muy contagiosa y con una tasa de mortalidad de hasta el 30%. Boston había sufrido brotes en 1690 y 1702. La única medida de prevención era poner en cuarentena a los enfermos y barcos que llegaban al puerto.
En 1706, uno de los esclavos de Cotton Matther, Onesimus, le explicó cómo había sido inoculado de niño en África. Fascinado, Matther leyó todo lo que pudo sobre el tema y presionó a las autoridades para implantarla en Nueva Inglaterra.
En 1721, durante una nueva epidemia, Matther informó de ello a un médico, Zabdiel Boylston, que probó el procedimiento en su único hijo y en dos esclavos, uno adulto y el otro niño. Todos se recuperaron en una semana. En total, Boylston llegó a inocular a 287 personas, de las que solo murieron seis.
A pesar de ello, sufrieron una fuerte oposición e incluso Boylston fue acusado de propagar la epidemia. Finalmente Matther y Boylston fueron capaces de demostrar su eficacia. Boylston viajó a Londres en 1725, donde publicó sus resultados y fue elegido miembro de la Royal Society, al igual que Cotton Matther dos años después.
En noviembre de 1713, la esposa de Cotton, sus gemelos recién nacidos y una hija de dos años murieron durante una epidemia de sarampión. Fue dos veces viudo y solo dos de sus quince hijos le sobrevivieron. Murió un día después de cumplir 75 años y fue enterrado en el cementerio Copp's Hill.